# Takehiko Kawanishi
Takehiko Kawanishi (川西 武彦 Kawanishi Takehiko?,  nacido el 9 de octubre de 1938 en Hiroshima) es un exfutbolista japonés que se desempeñaba como centrocampista.
Kawanishi jugó 8 veces para la selección de fútbol de Japón entre 1959 y 1962.

## Trayectoria

### Clubes
| Club            | País  | Año         |
| --------------- | ----- | ----------- |
| Toyo Industries | Japón | 1961 - 1966 |

### Selección nacional
| Selección | País  | Año         |
| --------- | ----- | ----------- |
| Absoluta  | Japón | 1959 - 1962 |

## Estadística de equipo nacional
| Selección de Japón | Selección de Japón | Selección de Japón |
| Año                | Part.              | Goles              |
| ------------------ | ------------------ | ------------------ |
| 1959               | 1                  | 0                  |
| 1960               | 1                  | 0                  |
| 1961               | 5                  | 0                  |
| 1962               | 1                  | 0                  |
| Total              | 8                  | 0                  |

## Palmarés

### Títulos nacionales
| Título              | Club            | País  | Año  |
| ------------------- | --------------- | ----- | ---- |
| Japan Soccer League | Toyo Industries | Japón | 1965 |
| Copa del Emperador  | Toyo Industries | Japón | 1965 |
| Japan Soccer League | Toyo Industries | Japón | 1966 |